# Nepalomyia ruiliensis
Nepalomyia ruiliensis är en tvåvingeart som beskrevs av Wang och Yang 2005. Nepalomyia ruiliensis ingår i släktet Nepalomyia och familjen styltflugor. Inga underarter finns listade i Catalogue of Life.